# Groom (Texas)
Groom es un pueblo ubicado en el condado de Carson en el estado estadounidense de Texas. En el Censo de 2010 tenía una población de 574 habitantes y una densidad poblacional de 297,88 personas por km².

## Geografía
Groom se encuentra ubicado en las coordenadas 35°12′28″N 101°6′20″O / 35.20778, -101.10556. Según la Oficina del Censo de los Estados Unidos, Groom tiene una superficie total de 1.93 km², de la cual 1.93 km² corresponden a tierra firme y (0%) 0 km² es agua.

## Demografía
Según el censo de 2010, había 574 personas residiendo en Groom. La densidad de población era de 297,88 hab./km². De los 574 habitantes, Groom estaba compuesto por el 94.95% blancos, el 0.87% eran afroamericanos, el 0.52% eran amerindios, el 0% eran asiáticos, el 0% eran isleños del Pacífico, el 1.74% eran de otras razas y el 1.92% pertenecían a dos o más razas. Del total de la población el 5.92% eran hispanos o latinos de cualquier raza.

## Lugares
- Cruz Gigante de Groom